# Jeux africains de 2015
Navigation
Édition précédente Édition suivante
Les XIes Jeux olympiques africains se déroulent à Brazzaville en République du Congo du 4 au 19 septembre 2015. La capitale congolaise est désignée ville hôte en septembre 2011 par le Conseil supérieur du sport en Afrique (CSSA). Elle accueille pour la deuxième fois cet événement, dits « Jeux du cinquantenaire », après les Jeux inauguraux de 1965.

## Infrastructures
Le gouvernement congolais a consacré une enveloppe budgétaire de 33 milliards FCFA (50,3 millions d’euros) pour la construction et la rénovation des infrastructures sportives. Un village des jeux pouvant accueillir 12 000 sportifs a été bâti. La majorité des épreuves se dérouleront dans le Complexe sportif de la Concorde de Kintélé, qui comprend le stade olympique de Brazzaville. 3500 policiers et gendarmes sont mobilisés pour assurer la sécurité lors de l'événement.

## Pays participants
- Algérie (136)
- Angola
- Bénin
- Botswana
- Burkina Faso
- Burundi
- Cameroun (174)
- Cap-Vert
- République centrafricaine
- Tchad
- Comores
- République du Congo (organisateur)
- Côte d'Ivoire
- Djibouti
- République démocratique du Congo
- Égypte
- Guinée équatoriale
- Érythrée
- Éthiopie
- Gabon (120)
- Gambie
- Ghana
- Guinée (19)
- Guinée-Bissau
- Kenya
- Lesotho
- Liberia
- Libye
- Madagascar
- Malawi
- Mali
- Mauritanie
- Maurice
- Maroc (retiré)
- Mozambique
- Namibie
- Niger
- Nigeria (573)
- Rwanda
- République sahraouie
- Sao Tomé-et-Principe
- Sénégal (187)
- Seychelles
- Sierra Leone
- Somalie
- Afrique du Sud
- Soudan du Sud
- Soudan
- Swaziland
- Tanzanie
- Togo
- Tunisie (111)
- Ouganda
- Zambie
- Zimbabwe

C'est la première fois que le Sahara occidental (République sahraouie) participerait aux Jeux Africains.
Les athlètes Sahraouis ont finalement été exclus, parce que le pays n’est pas encore affilié aux fédérations internationales des sports auxquels il avait prévu de participer, d'après le comité d’organisation congolais.

## Calendrier
| CO | Cérémonie d'ouverture | ● | Jour de compétition | 1 | Finale | CC | Cérémonie de clôture |

| Septembre         | Septembre         | 2 Mer | 3 Jeu | 4 Ven | 5 Sam | 6 Dim | 7 Lun | 8 Mar | 9 Mer | 10 Jeu | 11 Ven | 12 Sam | 13 Dim | 14 Lun | 15 Mar | 16 Mer | 17 Jeu | 18 Ven | 19 Sam | Épreuves |
| ----------------- | ----------------- | ----- | ----- | ----- | ----- | ----- | ----- | ----- | ----- | ------ | ------ | ------ | ------ | ------ | ------ | ------ | ------ | ------ | ------ | -------- |
| Cérémonies        | Cérémonies        |       |       | CO    |       |       |       |       |       |        |        |        |        |        |        |        |        |        | CC     |          |
| Athlétisme        | Athlétisme        |       |       |       |       |       |       |       |       |        |        |        | 4      | 12     | 9      | 8      | 13     |        |        | 46       |
| Badminton         | Badminton         | ●     | ●     | ●     | 2     | ●     | ●     | ●     | 2     |        |        |        |        |        |        |        |        |        |        | 4        |
| Basket-ball       | Basket-ball       |       |       |       |       |       |       |       | ●     | ●      | ●      | ●      | ●      | ●      | ●      | ●      | ●      | 2      |        | 2        |
| Beach-volley      | Beach-volley      |       |       |       | ●     | ●     | ●     | ●     | ●     | ●      | ●      | ●      | ●      | ●      | ●      | ●      | 2      |        |        | 2        |
| Boxe              | Boxe              |       |       |       |       | ●     | ●     | ●     | ●     | ●      | ●      | 13     |        |        |        |        |        |        |        | 13       |
| Cyclisme          | Cyclisme          |       |       |       |       |       |       |       |       | 2      | 2      | 1      | 1      |        |        |        |        |        |        | 6        |
| Escrime           | Escrime           | 2     | 2     | 2     | 3     | 3     |       |       |       |        |        |        |        |        |        |        |        |        |        | 12       |
| Football          | Football          |       |       |       |       | ●     | ●     |       | ●     | ●      |        | ●      | ●      |        | ●      |        | ●      | 2      |        | 2        |
| Gymnastique       | Gymnastique       | 2     | 2     | 4     | 4     | 4     |       |       |       |        |        |        |        |        |        |        |        |        |        | 16       |
| Haltérophilie     | Haltérophilie     |       |       |       |       |       | ●     | ●     | ●     |        | ●      | ●      |        |        |        |        |        |        |        |          |
| Handball \|       | Handball \|       |       |       |       |       |       |       |       | ●     | ●      | ●      | ●      | ●      | ●      | ●      | ●      | ●      | 2      | 2      |          |
| Judo              | Judo              |       |       |       |       |       |       |       |       |        |        |        | 5      | 5      | 4      |        |        |        |        | 14       |
| Karaté            | Karaté            |       |       |       | 5     | ●     | 4     |       |       |        |        |        |        |        |        |        |        |        |        | 9        |
| Lutte             | Lutte             |       |       |       |       |       |       |       |       |        |        |        |        |        | ●      | ●      | ●      | ●      |        | 14       |
| Natation          | Natation          |       |       |       |       | 7     | 8     | 8     | 6     | 6      | 7      |        |        |        |        |        |        |        |        | 42       |
| Pétanque          | Pétanque          |       |       |       | ●     | ●     | ●     | ●     | ●     |        |        |        |        |        |        |        |        |        |        |          |
| Taekwondo \|      | Taekwondo \|      |       |       |       |       |       |       |       |       |        |        |        |        |        | ●      | ●      | ●      | ●      |        |          |
| Tennis            | Tennis            |       |       |       |       |       |       |       |       |        | ●      | ●      | ●      | ●      | ●      | ●      | ●      | ●      |        |          |
| Tennis de table   | Tennis de table   |       |       |       |       |       |       |       |       | ●      | ●      | ●      | ●      | ●      | ●      | ●      | ●      | ●      | ●      |          |
| Volley-ball       | Volley-ball       | ●     | ●     | ●     | ●     | ●     | ●     | ●     | ●     | ●      | ●      | ●      | ●      | 2      |        |        |        |        |        | 2        |
| Épreuves totales  | Épreuves totales  | 4     | 4     | 6     | 14    | 14    | 12    | 8     | 8     | 8      | 9      | 14     | 10     | 19     | 13     | 8      | 15     | 4      | 2      |          |
| Épreuves cumulées | Épreuves cumulées | 4     | 8     | 14    | 28    | 42    | 54    | 62    | 70    | 78     | 87     | 101    | 111    | 130    | 143    | 151    | 166    | 170    | 172    |          |
| Septembre         | Septembre         | 2 Mer | 3 Jeu | 4 Ven | 5 Sam | 6 Dim | 7 Lun | 8 Mar | 9 Mer | 10 Jeu | 11 Ven | 12 Sam | 13 Dim | 14 Lun | 15 Mar | 16 Mer | 17 Jeu | 18 Ven | 19 Sam | Épreuves |

## Table des médailles
Le classement définitif officiel n’ayant pas encore été publié par le Comité d’organisation des jeux, différents classements sont proposés par les médias. La principale différence découle de la prise en compte ou non de l’Haltérophilie handisport (ou powerlifting). Pour les médias algériens cette discipline n’est pas prise en compte ce qui aboutit à un classement où l’Égypte est première avec 79 médailles d’or , suivie de l’Afrique du Sud avec 41 médailles d’or puis de l’Algérie 3e avec 40 médailles d’or  et qui devance le Nigéria (39 médailles d’or). Alors que pour le Nigéria. et l’Égypte (qui se sont partagé les titres de l’Haltérophilie handisport), ces derniers ont été validés par le Comité d’organisation, l’Égypte totalise alors 85 médailles d’or suivie du Nigéria (47 titres), l’Algérie serait alors 4e.
Le classement officieux des jeux, après compilation des résultats des différents sports, est le suivant (entre parenthèses sans les médailles de l’Haltérophilie handisport)
| Rang | Nation                           | Or      | Argent  | Bronze  | Total |
| ---- | -------------------------------- | ------- | ------- | ------- | ----- |
| 1    | Égypte                           | 85 (79) | 63 (57) | 68 (65) | 216   |
| 2    | Nigeria                          | 47(39)  | 56 (50) | 44 (42) | 147   |
| 3    | Afrique du Sud                   | 41      | 41      | 37      | 119   |
| 4    | Algérie                          | 40      | 41 (40) | 36 (34) | 117   |
| 5    | Tunisie                          | 23      | 26      | 41      | 90    |
| 6    | République du Congo              | 8       | 4       | 19      | 31    |
| 7    | Sénégal                          | 7       | 10      | 19      | 36    |
| 8    | Kenya                            | 7       | 9       | 17(16)  | 32    |
| 9    | Cameroun                         | 7       | 8       | 16(14)  | 31    |
| 10   | Éthiopie                         | 7       | 5       | 10      | 22    |
| 11   | Côte d'Ivoire                    | 7       | 4 (3)   | 15      | 26    |
| 12   | Namibie                          | 5       | 4       | 6       | 15    |
| 13   | Maurice                          | 5       | 4       | 5       | 14    |
| 14   | Angola                           | 4       | 3       | 5       | 12    |
| 14   | Seychelles                       | 4       | 3       | 5       | 12    |
| 16   | Libye                            | 3       | 5       | 8(7)    | 16    |
| 17   | Botswana                         | 3       | 4       | 7       | 14    |
| 18   | Érythrée                         | 3       | 1       | 1       | 5     |
| 19   | Zimbabwe                         | 3       | 0       | 6       | 9     |
| 20   | Ghana                            | 2       | 9       | 8       | 19    |
| 21   | République démocratique du Congo | 2       | 4       | 10      | 16    |
| 22   | Mali                             | 2       | 1       | 7       | 10    |
| 23   | Rwanda                           | 2       | 0       | 2       | 4     |
| 24   | Mozambique                       | 1       | 3       | 2       | 6     |
| 25   | Burkina Faso                     | 1       | 1       | 4       | 6     |
| 26   | Ouganda                          | 1       | 1       | 2       | 4     |
| 27   | Cap-Vert                         | 1       | 1       | 0       | 2     |
| 28   | Niger                            | 1       | 0       | 1       | 2     |
| 28   | Zambie                           | 1       | 0       | 1       | 2     |
| 30   | Gabon                            | 0       | 3       | 4       | 7     |
| 31   | Bénin                            | 0       | 3       | 2(1)    | 5     |
| 32   | Togo                             | 0       | 2       | 1 (0)   | 3     |
| 33   | Madagascar                       | 0       | 1       | 6       | 7     |
| 34   | Djibouti                         | 0       | 1       | 0       | 1     |
| 34   | Gambie                           | 0       | 1       | 0       | 1     |
| 34   | Soudan                           | 0       | 1       | 0       | 1     |
| 37   | Guinée                           | 0       | 0       | 2       | 2     |
| 37   | Lesotho                          | 0       | 0       | 2       | 2     |
| 37   | Tchad                            | 0       | 0       | 2       | 2     |
| 40   | Guinée-Bissau                    | 0       | 0       | 1       | 1     |
|      | Total                            | 323     | 323     | 420     | 1066  |